# Ziziphus abyssinica
Ziziphus abyssinica là một loài thực vật có hoa trong họ Táo. Loài này được Hochst. ex A.Rich. miêu tả khoa học đầu tiên năm 1847.